# اتحاد ملی همبستگان روسیه
اتحاد ملی همبستگی‌گرایان روسیه (abbr. NTS روسی: Народно-трудовой союз российских солидаристов (НТС)، ت. «Narodno-trudovoy soyuz rossiyskikh solidaristov» اتحادیه کارگری مردمی همبستگی‌گرایان روسیه یک سازمان ضد کمونیستی روسی است که در سال ۱۹۳۰ توسط گروهی از مهاجران سفیدپوست ضد کمونیست جوان روسی در بلگراد، صربستان (که در آن زمان بخشی از پادشاهی یوگسلاوی بود) تأسیس شد.
این سازمان در پاسخ به نسل قدیمی‌تر مهاجران روسی (جانبازان جنبش سفید) که اعضای NTS آنها را راکد می‌دانستند و تسلیم شکست خود در جنگ داخلی روسیه ۱۹۱۷–۱۹۲۳ شده بودند، تشکیل شد. جوانانی که NTS را تأسیس کردند، تصمیم گرفتند با مطالعه فرهنگ نوظهور شوروی و روان افراد ساکن در اتحاد جماهیر شوروی و با تدوین یک برنامه سیاسی مبتنی بر مفهوم همبستگی، نقش فعالی در مبارزه با کمونیسم ایفا کنند. این سازمان در طول اشغال روسیه با نازی‌ها همکاری نزدیکی داشت، دفتر مرکزی خود را به برلین منتقل کرد و به عنوان مدیران و همکاران محلی عمل کرد.

## برنامه سیاسی
ایدئولوژی همبستگی NTS بر اساس درک مسیحی از مسئولیت اجتماعی جمعی مردم برای رفاه یکدیگر و همکاری داوطلبانه بین لایه‌های مختلف جامعه (در مقابل طبقات) بنا شده بود، در تضاد با مفهوم مارکسیستی مبارزه طبقاتی. همچنین، برخلاف جمع‌گرایی مارکسیستی، به شدت به «تقدس فرد» اعتقاد داشت.

از یک جزوه انگلیسی NTS مربوط به سال ۱۹۶۷:
برخلاف کمونیسم، جنبش همبستگی، مبنایی قرن بیستمی برای پرداختن به مسائل امروزی فراهم می‌کند. این جنبش رویکرد صرفاً مادی‌گرایانه به مشکلات اجتماعی، اقتصادی و سیاسی را رد می‌کند. این جنبش فرض می‌کند که انسان، نه ماده، مشکل اصلی امروز است. این جنبش مفهوم جنگ طبقاتی و نفرت را رد می‌کند و می‌کوشد این اصل مشکوک را با ایده همکاری (همبستگی)، برادری، مدارای مسیحی و نیکوکاری جایگزین کند. جنبش همبستگی به کرامت ذاتی فرد اعتقاد دارد و می‌کوشد آزادی بیان، وجدان و سازمان سیاسی او را به عنوان حقوق سلب‌ناپذیر تضمین کند. جنبش همبستگی به هیچ وجه ادعا نمی‌کند که ایده‌های آنها پاسخ نهایی همه مشکلات است، اما آنها معتقدند که انسانی که صاحب بمب اتم است، باید صاحب خود و سرنوشت خود نیز باشد.
این پلاتفرم، سلطنت را رد نمی‌کرد، اما از تصمیم‌گیری قبلی در مورد ساختار سیاسی روسیه آزاد (سیاست «عدم تعیین سرنوشت» (روسی: непредрешенчество nepredrešhenčhestvo) خارج از یک همه‌پرسی مردمی خودداری می‌کرد. از این نظر، شبیه جنبش سفیدها بود که تصمیم در مورد ساختار سیاسی روسیه را به مجلس مؤسسان موکول کرد. با این حال، برخلاف جنبش سفیدها، سازمان جانشین آن، اتحادیه سراسری نظامی روسیه (ROVS) و سایر سازمان‌های مهاجر، NTS یک برنامه سیاسی خاص تدوین کرده بود که شامل تعریفی از حقوق بشر و یک برنامه اقتصادی بود. این امر باعث شد که این سازمان در طول جنبش آزادی‌بخش روسیه، توجه ژنرال آندری ولاسوف را به خود جلب کند، که نکات زیادی را از برنامه NTS در تدوین برنامه خود وام گرفت.
پلتفرم NTS برچسب‌های سنتی «لیبرال» و «محافظه‌کار» را رد کرد و ادعا کرد که «ما نه به راست گرایش داریم و نه به چپ، ما در خط مقدم هستیم!» (Мы не справа и не слева, мы впереди! My ne sprava i ne sleva, my vperedi!) NTS خواستار «انقلاب دوم» در مقابل «ضدانقلاب» شد و معتقد بود که روسیه پس از بلشویک باید دوباره متولد شود و از بازگشت به اشتباهات دوران قبل از انقلاب جلوگیری کند. در عین حال، NTS دیدگاه‌های گروه‌هایی مانند اسمنووخووتسی و ملادوروسی را که خواستار آشتی با رژیم بلشویک بودند، رد کرد و معتقد بود که بلشویسم فاسد و ناتوان از تکامل است، بنابراین باید ریشه‌کن شود، نه اصلاح.

برخی از منتقدان لیبرال در جامعه مهاجران روسی، NTS را به داشتن ایدئولوژی فاشیستی متهم کرده‌اند. برای مثال، مارک رائف در مجله اسلاویک ریویو (تابستان، ۱۹۸۹، ۴8(2)، صفحات …) نوشت. ۳۰۵–۳۰۶) که،
آنها [NTS] هم بلشویسم و هم سرمایه‌داری لیبرال را رد کردند و میهن‌پرستی روسی و اولویت همبستگی ملی مبتنی بر کار مولد توسط همه بخش‌های اجتماعی را پذیرفتند. آنها تمایل به سازماندهی شرکتی جامعه و تمایل به پذیرش یک دیکتاتوری موقت به منظور احیای اخلاقی و معنوی ملت را نشان دادند. ایده‌های آنها بی‌شک شبیه فاشیسم ایتالیایی و شرکت‌گرایی پرتغالی و اتریشی بود.
حامیان NTS معتقدند که این سازمان همیشه از مشارکت دموکراتیک در حکومت (حتی در مورد یک پادشاه) دفاع می‌کرد، از آزادی‌های فردی حمایت می‌کرد، از فردگرایی حمایت می‌کرد و شوونیسم را رد می‌کرد.

## عضویت
در ابتدا، NTS فقط مردان و زنان جوان زیر سی سال را می‌پذیرفت (استثنائاتی هم وجود داشت)، با این احساس که فقط نسلی که به هیچ وجه نمی‌توان او را مسئول وقایع ۱۹۱۷ دانست، می‌تواند این نبرد را رهبری کند. این محدودیت با جنگ جهانی دوم برداشته شد. اعضا می‌توانستند آشکار یا پنهان باشند؛ مورد دوم در طول فعالیت NTS در جنبش آزادی‌بخش روسیه، گزینه‌ای رایج بود.
NTS نه تنها روس‌ها، بلکه دیگر مردمان سنتی روسیه (مانند گرجی‌ها، بالت‌ها، کالمیک‌ها) را نیز شامل می‌شد، از این رو این سازمان در برنامه‌های سیاسی خود از اصطلاح گروه‌های قومی روسیه (به معنی "مردم روسیه") به جای راسکی (به معنی " روس‌های قومی") استفاده می‌کرد. بسیاری از روسوفیل‌ها نیز به این سازمان پیوستند، مانند آلمانی‌ها، لهستانی‌ها، اسلوونیایی‌ها.
شاید مشهورترین عضو NTS، الکساندر گالیچ، فیلمنامه‌نویس و شاعر اهل شوروی بود که پس از تبعید از اتحاد جماهیر شوروی به دلیل ترانه‌های انتقادی و فعالیت‌های دگراندیشانه‌اش به این گروه پیوست.

## فعالیت ضدانقلابی
NTS معتقد بود که زور تنها وسیله‌ای است که می‌توان رژیم شوروی را سرنگون کرد و یک انقلاب داخلی بهترین وسیله برای این کار است.
این گروه چندین بار قبل، در طول و بعد از جنگ جهانی دوم، با هدف ایجاد یک نیروی انقلابی زیرزمینی در روسیه شوروی، تلاش‌هایی برای اعزام غیرقانونی افراد خود به اتحاد جماهیر شوروی انجام داد. این سازمان، علیرغم حمایت سازمان‌های اطلاعاتی خارجی، نتوانست با شبکه قدرتمند او چی پی یو و کمیساریای خلق در امور داخلی رقابت کند. تلاش‌های قبل و بعد از جنگ کمترین موفقیت را داشتند و اغلب به تیراندازی با مقامات شوروی یا دستگیری ختم می‌شدند. دوره جنگ موفق‌ترین دوره بود، اگرچه تعداد زیادی از تلفات یا به دست گشتاپوی آلمان متحمل شدند یا سلول‌های خفته‌ای که توسط پلیس مخفی شوروی کشف شدند.
ویلیام بلوم در کتاب «کشتن امید» ادعا کرده است که سازمان سیا با گروه ضد کمونیست تبعیدی روس، اتحاد ملی همبستگی‌گرایان روسیه (NTS)، در عملیات‌های مخفیانه در داخل اتحاد جماهیر شوروی همکاری می‌کرد. بلوم ادعا می‌کند که سازمان سیا مخفیانه NTS را از آلمان غربی آموزش، تجهیز، مسلح و تأمین مالی می‌کرد و مخفیانه عوامل آنها را به عنوان چترباز به خاک شوروی اعزام می‌کرد. بلوم ادعا می‌کند که این گروه‌ها از آنجا در اقداماتی مانند ترور، سرقت اسناد، خارج کردن قطارها از ریل، تخریب پل‌ها و خرابکاری در نیروگاه‌ها و کارخانه‌های اسلحه‌سازی دست داشتند. اتحاد جماهیر شوروی ادعا کرد که حدود دو دوجین از این عوامل، از جمله یک همکار سابق نازی‌ها، را دستگیر و متعاقباً آنها را اعدام کرده است.

## انجمن‌های همبستگی‌گرایان-شرکت‌گرایان
از سال ۲۰۰۶، فعالیت گروه سن پترزبورگ NTS افزایش یافته است. این گروه رادیکال‌های ضد کمونیست با یک ساختار تجاری بزرگ ارتباط برقرار کرده‌اند. یک وب‌سایت ایجاد شده است، آنها اعتراضات خیابانی برگزار کرده‌اند و ارتباطاتی در مناطق مختلف برقرار کرده‌اند. به دلیل رادیکالیسم و ارتباطات غیررسمی، فعالان جدید با مدیریت اس بی پی ان تی اس اختلاف نظر دارند.
آنها یک انجمن خودمختار از همبستگی‌گرایان-شرکت‌گرایان NTS (NTS(osc)) ایجاد کردند. این سازمان به نمایندگی از NTS تعدادی اعتراضات اپوزیسیون و ضد کمونیستی و همچنین در حمایت از قیام‌های لیبی و سوریه برگزار کرد. متحدان NTS(osc) به سازمان‌های بسیار راست‌گرا (اما نه نژادپرستانه، در NTS(osc) شامل فعالان قفقازی می‌شود) و اتحادیه‌های کارگری آزاد تبدیل شده‌اند. اکنون NTS(osc) بخشی از اتحاد ملی همبستگی‌گرایان روسیه است. روسای NTS(osc) اندرو کوماریتسین و استانیسلاو بوسیگین بودند.

## روسای جمهور
- ۱۹۳۰–۱۹۳۳ دوک سرگئی لوختنبرگ
- 1934-1954 Viktor M. Baydalakov
- ۱۹۵۵–۱۹۷۲ ولادیمیر دی. پورمسکی
- ۱۹۷۲–۱۹۸۴ الکساندر آرتموف
- ۱۹۸۴–۱۹۹۵ اوگنی رومانوویچ استروسکی (رومانوف)
- ۱۹۹۵–۲۰۰۸ بوریس سرگیویچ پوشکارف
- ۲۰۰۸–۲۰۱۴ الکساندر نیکولاویچ شودوف
- ۲۰۱۴–اکنون ویاچسلاو امانویلوویچ دولینین
- ۱۹۹۷–۲۰۰۱ لئونید دمیتریویچ کوزنچوف، گروه جدا شده در پرم